# أكيرا يوشيمورا
أكيرا يوشيمورا (باليابانية: 吉村昭 ) (و. 1927 – 2006 م) هو كاتب، وروائي، وكاتب سيناريو ياباني، ولد في أراكاوا، طوكيو، توفي في ميتاكا، طوكيو، عن عمر يناهز 79 عاماً.

## التعليم
تعلم في جامعة غاكوشوين.

## جوائز
حصل على جوائز منها:
- جائزة إيجي يوشيكاوا في الآداب  [لغات أخرى]‏ (1979)
- جائزة  كيكوتشي كان [الإنجليزية]‏ (1973)

- نيشان الشمس الشارقة من المرتبة الثالثة.
- جائزة يوميوري [الإنجليزية] عن روايته Hagoku، استنادًا للقصة الحقيقية ليوشي شيراتوري (1984)

## روابط خارجية
- أكيرا يوشيمورا على موقع IMDb (الإنجليزية)
- أكيرا يوشيمورا على موقع قاعدة بيانات الفيلم (الإنجليزية)